# Hornpipe (muzieksoort)
De hornpipe (of horlepiep) is een muzieksoort gekenmerkt door een relatief langzaam tempo gebruikt voor solodansen en soms voor set dancing.
De hornpipe werd in de late jaren 1700 in Ierland geïntroduceerd vanuit Engeland. In Engeland was het rond 1760 uitgegroeid tot een figuur-dans die vaak opgevoerd werd door professionele dansers als pauzenummers bij toneelstukken. In Ierland werd het een demonstratie van ingewikkeld voetenwerk.